# Heinrich-Heine-Gesamtschule Düsseldorf
Die Heinrich-Heine-Gesamtschule Düsseldorf war die zweite Gesamtschule – nach der Gesamtschule Kikweg (heute Dieter-Forte-Gesamtschule) – in Düsseldorf und wurde noch im Zuge der Gesamtschulbewegung der 1970er und 1980er Jahre gegründet. Sie zeichnet sich heute durch ein künstlerisch geprägtes Profil und Italienisch als dominierender zweite Fremdsprache aus.

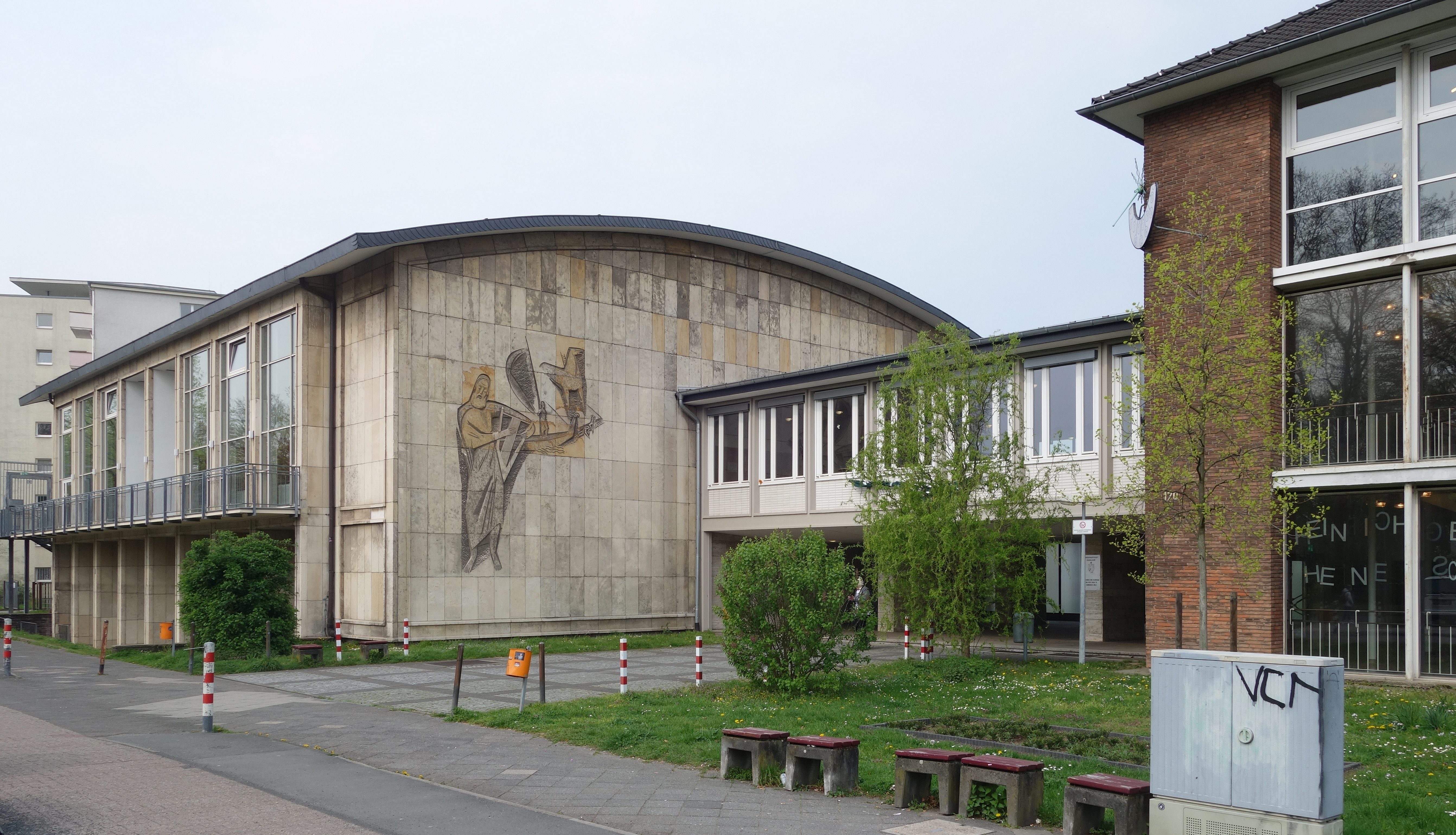
Haupteingang des Hauptgebäudes (Mittel- und Oberstufe)

## Geschichte
Die Gründung einer zweiten Düsseldorfer Gesamtschule wurde vom Rat der Landeshauptstadt am 5. November 1981 mit einer Stimme Mehrheit beschlossen. Zugleich beschloss der damals von der SPD dominierte Rat, dass das Städtische Rethel-Gymnasium zu Beginn des Schuljahres 1982/83 keine Eingangsklassen mehr aufnehmen durfte. Dafür sollte die neue Gesamtschule vierzügig – also mit vier parallelen Eingangsklassen – starten.
Es folgte die Gründung einer Elterninitiative Rettet das Rethel-Gymnasium, die ganzseitige Anzeigen in der lokalen Presse schaltete, Verwaltungsgerichte bemühte, Anhörungen im Rat erreichte, Protest beim Kultusminister einlegte und weitere Maßnahmen des Widerstands gegen die beschlossene Gesamtschule ergriff.
Am 4. März 1982 beschloss der Rat der Stadt dann, das Rethel-Gymnasium zweizügig zu erhalten und zugleich die zweite Gesamtschule mit vier Klassen an der Graf-Recke-Straße einzurichten. Beide Schulen wurden zur friedlichen Koexistenz im Gebäude Graf-Recke-Straße 170 verpflichtet. Zum Gründungsschulleiter wurde Jürgen Pullwitt vom Rat berufen. Die Aufnahme des Schulbetriebs erfolgte am 31. August 1982.
Am 24. April 1983 beschloss der Rat der Landeshauptstadt, infolge des äußerst erfolgreichen zweiten Anmeldeverfahrens im Februar 1983 mit etwa 400 Anmeldungen der Gesamtschule, schließlich die Zusammenlegung des Rethel-Gymnasiums mit dem Goethe-Gymnasium. Die Gesamtschule wurde sechszügig. In der Anfangsphase mussten auf Grund der räumlichen Enge viele Funktionen in das Lehrerzimmer verlagert werden.
Da es in Düsseldorf bereits eine Gesamtschule aus den 1970er Jahren gab, die etliche Fehlentwicklungen aufwies, wurde versucht, diese durch neue Konzepte zu umgehen. Da die frühen 1980er Jahre schulpolitisch noch einen gewissen Freiraum für Schulversuche boten, insbesondere bei Gesamtschulen, wurde einiges Neue ausprobiert, insbesondere im Bereich der Förderung von Schülerinnen und Schülern. Das Gründungskollegium bestand aus zehn Lehrerinnen und Lehrern.
Neben neuen Förder- und Hausaufgabenkonzepten wurde auch die Tradition der „assembly“ eingeführt. Das Wort „assembly“ kommt aus dem Englischen und bedeutet „Versammlung“. Anknüpfend an die Tradition englischer Schulen, wo sich jeden Morgen die ganze Schule zu einer kurzen Versammlung zusammenfindet, wird in der HHG versucht, etwas Ähnliches durchzuführen. Alle sechs bis acht Wochen etwa versammelten sich damals alle Schüler bzw. die Schüler eines Jahrgangs oder die zukünftigen Schüler einer Jahrgangsstufe für eine Stunde in der Aula. Daneben ist der Tag der Offenen Tür fest in der Schultradition verankert.
Der Name für diese zweite Gesamtschule in Düsseldorf wurde per Abstimmung bestimmt. Die Namen Gustav Heinemann, Heinrich Heine und Anne Frank standen zur Wahl. Aus einer Eltern- und Schülerbefragung ging „Heinrich-Heine“ mit 63 Stimmen als Sieger hervor. Diesem Votum schloss sich am 28. Februar 1983 die Schulkonferenz einstimmig an.
Am 10. März 1983 – 50 Jahre nach der Bücherverbrennung, auch der von Heinrich Heines Werken – stellte Gründungsdirektor Pullwitt den Antrag, der Schule den Namen „Heinrich-Heine-Gesamtschule“ zu geben. Das Schulverwaltungsamt und der Rat stimmten zu.
Da die Heinrich-Heine-Gesamtschule sechszügig wurde, war das Gebäude des ehemaligen Rethel-Gymnasiums bald nicht mehr ausreichend. Die Stadt Düsseldorf wies der HHG daraufhin zusätzlich das Gebäude einer gering ausgelasteten Aufbaurealschule an einem anderen Abschnitt der Graf-Recke-Straße zu. In diesem Gebäude, intern als Dependance (aus dem Französischen „Filiale“) bezeichnet, wurden ab 1987 nach und nach die Jahrgangsstufen 5, 6 und 7 untergebracht. Mit dem Auslaufen der Aufbaurealschule wurde dieses Gebäude schließlich schrittweise in Besitz genommen. Die Übergangsphase der Koexistenz war dabei für die im Schnitt jüngeren Gesamtschüler sehr schwierig.
Die ersten Absolventen mit Haupt- und Realschulabschlüssen gab es 1988, die ersten Abiturienten 1991.

## Schulprofil
In Nordrhein-Westfalen existiert ein viergliedriges Schulsystem, bestehend aus den 3 klassischen Schulformen und der Integrierten Gesamtschule. Der Gesamtschule kommt hierbei die Aufgabe zu, Kindern, welche eine Empfehlung für die Hauptschule haben, das Erreichen höherer Schulabschlüsse zu ermöglichen als es die Ausgangslage in Klasse 5 bei sofortiger Zuweisung zu einem klassischen Schultyp wahrscheinlich macht. Zudem sind die Gesamtschulen Ganztagsschulen, was diese auch für eine klassische Gymnasialklientel mitunter attraktiv machen kann.
Die Heinrich-Heine-Gesamtschule liegt im wohlhabenden Düsseltal, neben der gehobenen Wohngegend Grafenberg gehört aber auch das sozial schwächer strukturierte Flingern zu ihrem Einzugsbereich. Der Niedergang der ehemaligen gewerkschaftlichen Wohnungsbaugesellschaft Neue Heimat macht sich im Einzugsbereich bemerkbar.
Die Heinrich-Heine-Gesamtschule hat allerdings auch fachlich ein eigenes Profil: Nachdem unter Gründungsdirektor Pullwitt die Schule eher naturwissenschaftlich und neusprachlich (Englisch, Französisch, Italienisch, anfangs auch Russisch) ausgerichtet war, vollzog sie unter Direktor Heesen in den 1990er Jahren eine Wende hin zu einem auch in der traditionsreichen Kunststadt Düsseldorf einmaligen künstlerischen Profil. Als erste Schule in Nordrhein-Westfalen führte sie 1993 im ersten Wahlpflichtfach neben den traditionellen ersten Wahlpflichtfächern an Gesamtschulen (Französisch, Latein, Naturwissenschaften und Arbeitslehre) zusätzlich das Fach Kunst, Musik und Bühne (Darstellen und Gestalten) als Wahlmöglichkeit ein. Auch der 2. Wahlpflichtbereich ab Klasse 9 enthält die Möglichkeit künstlerischer Profilierung. Eine weitere Besonderheit ist die Stärke des Faches Italienisch.
In der Oberstufe ist neben Mathematik, Deutsch, Englisch und Biologie auch Kunst und Geschichte regelmäßig in Leistungskursen vertreten, der einst regelmäßige Physik-LK hingegen lief 1996 aus.

## Wissenswertes
In der Aula der Schule wurde die Szene der Schulsprecherwahl in der Verfilmung von Frank Goosens Roman Liegen lernen gedreht.